# الادیکامولیا
الادیکامولیا (به انگلیسی: Aladikkumulai) یک منطقهٔ مسکونی در هند است که در تامیل نادو واقع شده‌است.